# ジョン・デサグリエ

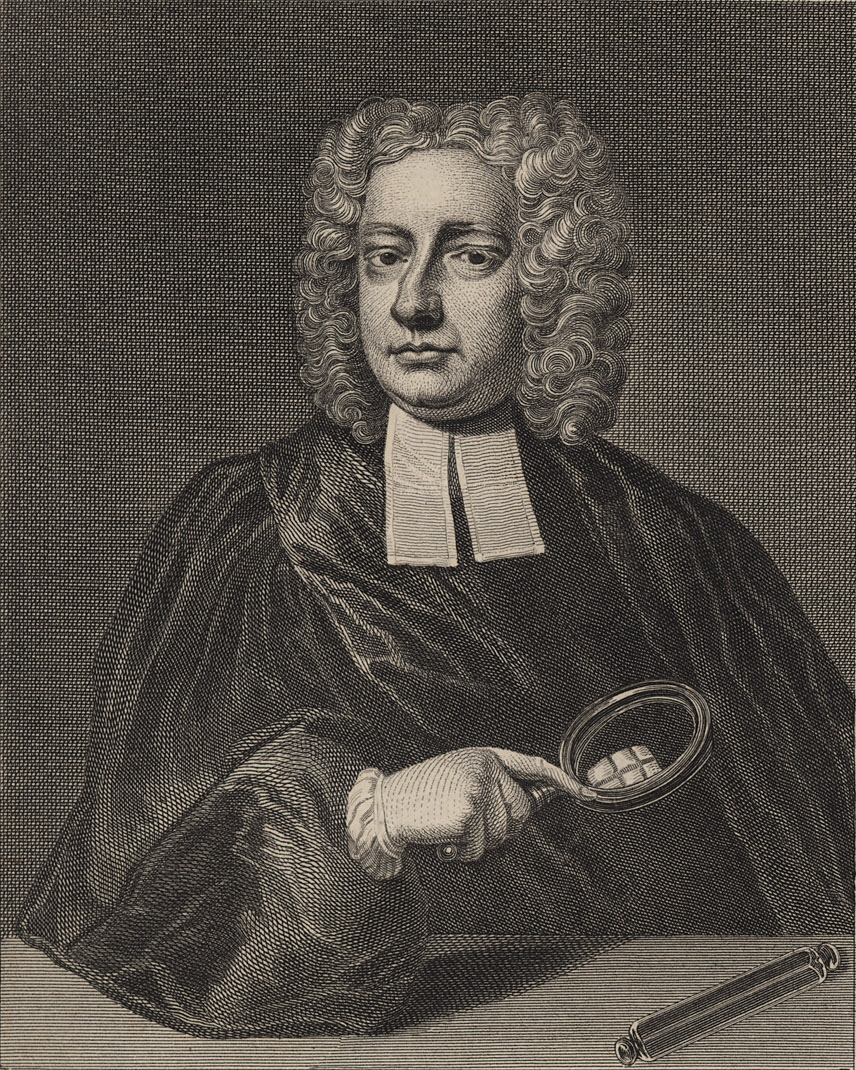
John Theophilus Desaguliers

ジョン・デサグリエ（John Theophilus Desaguliers）またはジャン・デサグリエ（Jean-Théophile Desaguliers, 1683年3月12日 - 1744年2月29日）はフランス生まれのイギリスの科学者である。フリーメイソンの有力なメンバーの一人である。表記はデザグリエ、デサグリアス、デザグリアスなどもある。

## 人物・略歴
ユグノー教徒の子息としてフランスのラ・ロシェルに生まれ、11歳のときナントの勅令の廃止により家族とともにイギリスに逃れた。オクスフォード大学のクライスト・チャーチ・カレッジで神学、古典を学び1710年に輔祭となった。同時に自然科学を学んだ。1712年にロンドンに出てアイザック・ニュートンや他の王立協会のメンバーの知己を得て1714年、王立協会のフェローになった。
スティーヴン・グレイに次いで、導体と不導体の差異を認識した最も初期の人物である。その概念を表す用語、"electrics"（電気的性質）と"nonelectrics"（非電気的性質）を創り出したのは彼である。ただし前者が不導体、後者が導体を意味する。摩擦した際に帯電するかどうかに着目しての名称だからである。
ニュートンの理論を広める A course of Experimental Philosophy を出版し、1734年、1736)年、1741年の3回にわたって王立協会からコプリ・メダルを受けた。　
発明家としても活躍し、トーマス・セイヴァリの蒸気機関の解析と改良を行い、ボイラの安全弁付加、蒸気による暖房機、レシーバ容器内への冷水直接噴射を発明した。